# Fotoplastikon Warszawski

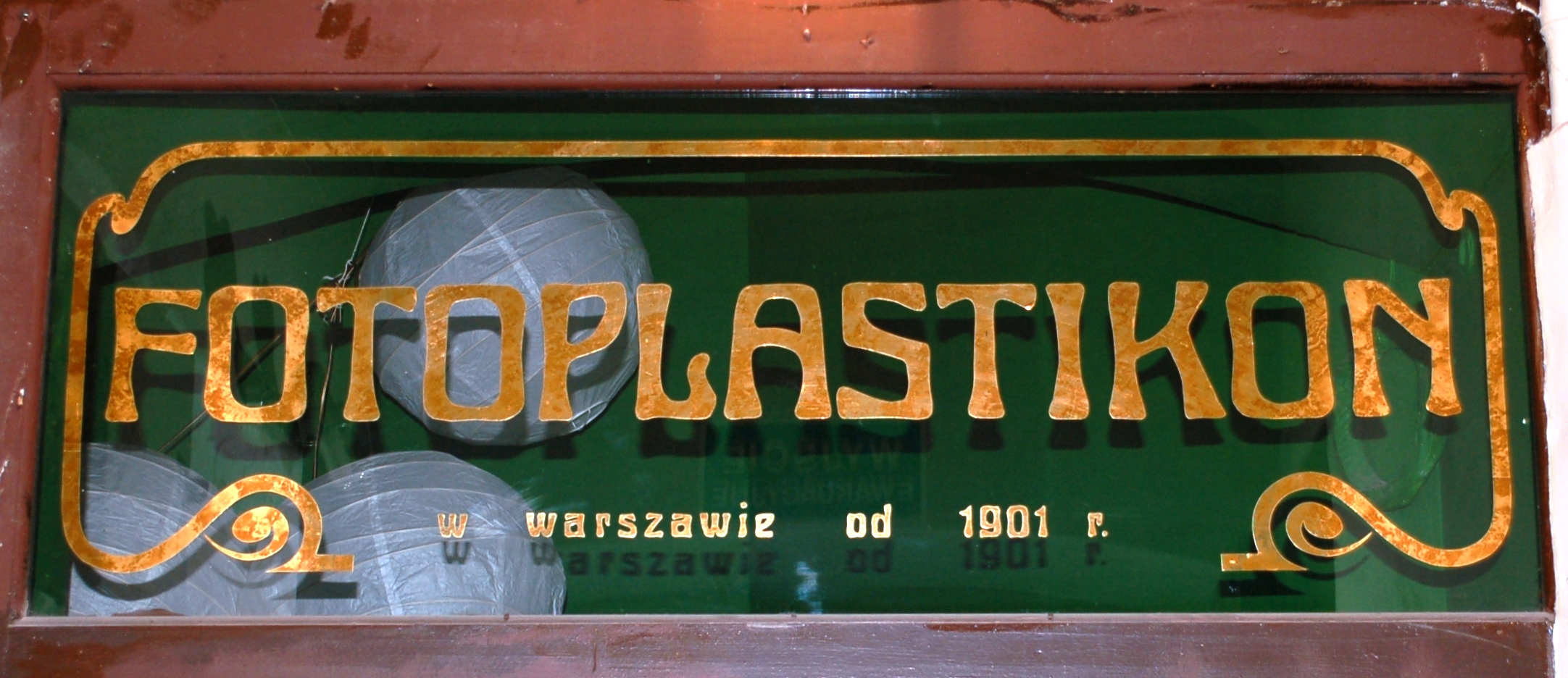
Lối vào

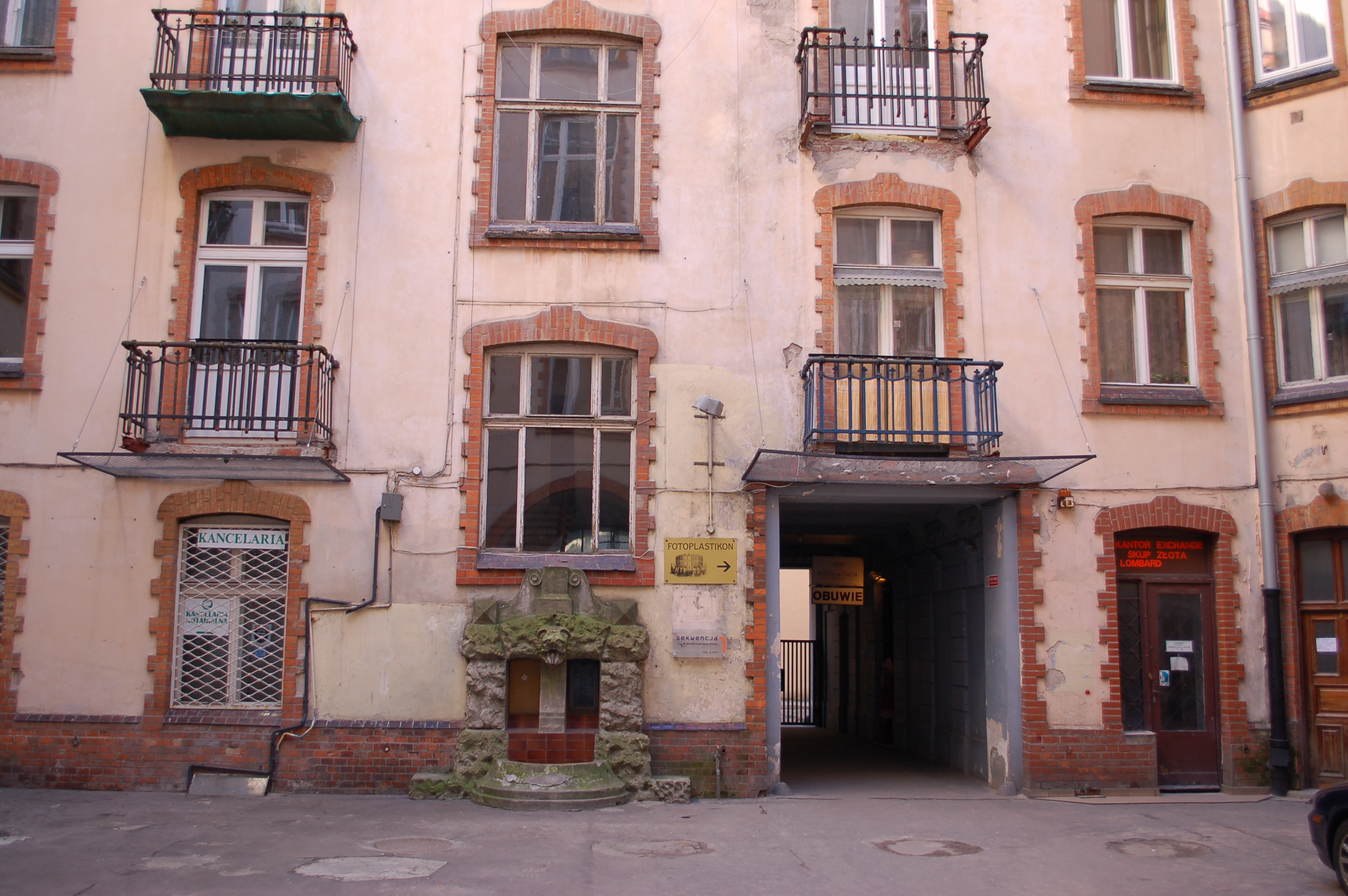
Vị trí sân tại căn hộ nhà phố Hoserów

Fotoplastikon Warszawski  là một rạp phim lập thể dựa trên hệ thống chiếu phim của các hình ảnh lập thể xoay (Kaiserpanorama) ở Warsaw, Ba Lan. Hoạt động tại cùng một địa điểm kể từ năm 1946, đây là rạp phim lập thể lâu đời nhất ở châu Âu vẫn còn kinh doanh tại địa điểm ban đầu. Ngày nay, nó được vận hành như một chi nhánh của Bảo tàng khởi nghĩa Warsaw.

## Miêu tả
Fotoplastikon Warszawski  có 24 khung nhìn lập thể cố định. Mỗi khách ngồi ở một khung nhìn xung quanh chu vi của máy. Mỗi hình ảnh, từ một chuỗi 48 hình ảnh âm thanh nổi ba chiều, xuất hiện trong 15 giây trước khi chuyển sang hình ảnh tiếp theo. Phía trên mỗi khung nhìn là một cửa sổ hiển thị một thẻ được chiếu sáng với một mô tả ngắn gọn về cảnh bên dưới. Các cảnh được sắp xếp theo các chủ đề, chẳng hạn như một chuyến du lịch đến những vùng đất xa xôi hoặc miêu tả các sự kiện lịch sử. Bản ghi âm liên quan đến chủ đề phát để làm nền cho cảnh phim được chiếu. Các Fotoplastikon sử dụng một phiên bản sửa đổi hệ thống trình chiếu nhìn qua khe nhỏ của Kaiserpanorama, khác nhau ở chỗ có 24 khung nhìn thay vì 25 trong hệ thống Kaiserpanorama.

## Ảnh hưởng văn hóa
Fotoplastikon đóng vai trò là địa điểm quay trước đây cho một số bộ phim Ba Lan, trong đó có Con đường Ba Lan và Danh dự này. Fotoplastikon phục vụ như một bối cảnh quan trọng trong tiểu thuyết đồ họa Tài sản (2013) của tác giả và họa sĩ minh họa người Israel, Ruu Modan. Một số buổi biểu diễn đặc biệt đã được tổ chức với sự tham gia của các nhạc sĩ trực tiếp chơi bên trong Fotoplastikon để kèm theo các hình ảnh âm thanh nổi cũng như các chương trình buổi tối đặc biệt về các hình ảnh gợi tình của sự tò mò khoa học.